# Folkrörelsen för demokratisk förändring
Folkrörelsen för demokratisk förändring (People's Movement for Democratic Change, PMDC) är ett politiskt parti i Sierra Leone, bildat och lett av Charles Margai som tidigare var verksam inom Sierra Leones folkparti (SLPP).
Partiet registrerades hos valmyndigheterna den 19 januari 2006.
I de allmänna valen i augusti 2007 blev PMCD tredje största parti med 10 platser i parlamentet.
Samma dag kom Charles Margai kom på tredje plats i presidentvalet med 13,9 procent av rösterna.

På sin födelsedag, den 19 augusti, deklarerade Margai att han stödde Ernest Bai Koromas kandidatur i presidentvalets omgång. 
Några dagar senare meddelade han att PMDC skulle kampanja tillsammans med Koromas parti APC.

Dessa uttalanden vållade interna bråk inom PMDC, där företrädare som Sidiki Janneh kritiserade Margai för att inte ha förankrat sitt stöd till APC inom partiet. 